# Județul Gorj
Județul Gorj este unul dintre cele 41 de județe ale României. Reședința lui este municipiul Târgu Jiu.

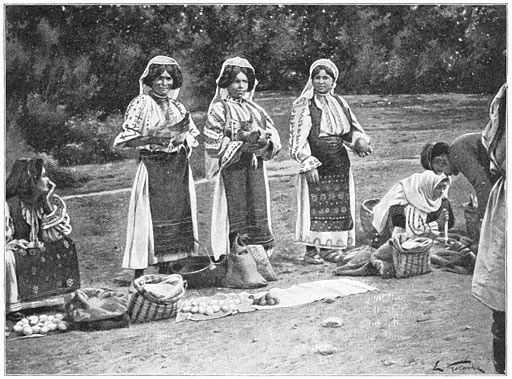
Țărani la piața din Târgu Jiu la începutul secolului XX.
Biserica „Sf.Ilie” din Bălcești, județul Gorj ca monument istoric.

Izvoarele istorice atestă că încă din paleoliticul mijlociu purtătorii culturii și-au găsit adăpost în Gorj. Prima unitate administrativ-teritorială atestată documentar pe actualul teritoriu al județului a fost județul Jaleș. Teritoriul județului Gorj este parte a regiunii istorice Oltenia, fiind situat în partea de nord a acestei regiuni istorice. Acest județ a fost vreme îndelungată o unitate administrativă distinctă. Din secolul al X-lea până în secolul al XIII-lea județul a fost o parte distinctă a formațiunii politice condusă de Litovoi. Doar la sfârșitul secolului al XV-lea se poate vorbi de Gorj ca județ.

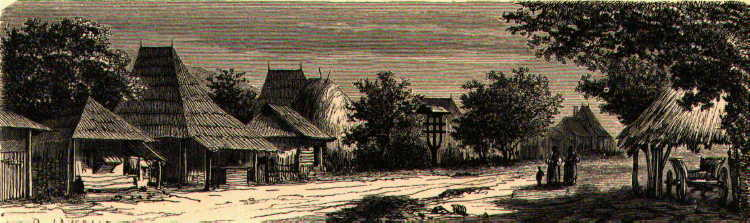
Case gorjene.

Județul Gorj este situat în partea sud-vestică a României, pe cursul râului Jiu. Este limitat de județele: Dolj (sud-est), Mehedinți (sud-vest), Caraș-Severin (nord-vest), Hunedoara (nord) și Vâlcea (est). La nivelul județului Gorj, pe parcursul celor 12 zile de recensământ, au fost recenzate 155.695 de locuințe și 345.771 de persoane.
Din punct de vedere al nivelului general de dezvoltare, județul Gorj se află într-o poziție mai puțin favorabilă, deoarece regiunea din care face parte este caracterizată de un nivel de dezvoltare mai scăzut. El dispune de aproximativ 250.000 de hectare de teren agricol arabil și este unul dintre județele bogate în resurse naturale atât din punct de vedere al cantităților cât și al diversității.
Cu un potențial turistic diversificat, județul Gorj este reprezentat de cadru natural pitoresc, monumente de artă și arhitectură de mare valoare artistică.

## Etimologie
Despre denumirea acestui județ se poate spune cã este o prescurtare a vechii denumiri slave „Gornemu” (Gore), „Jiliu” (Jil sau Jii) adică „Jiul de Sus” sau „Jiul de Munte” care treptat s-a transformat în „Gorjii”, apoi „Gorjiu” și, într-un final, în Gorj.

## Istorie
Izvoarele istorice atestă că încă din paleoliticul mijlociu purtătorii culturii și-au gasit adăpost în peșterile locului, osemintele lor fiind scoase la iveală de arheologi și speologi la Baia de Fier și Boroșteni. Așezările de la Bălești, Crasna, Vladimir, Runcu și Telești stau mărturie locuirii județului în epoca neolitică și cea a bronzului.
Cercetările arheologice sistematice efectuate de instituții specializate, între care și Muzeul Județean Gorj „Alexandru Ștefulescu”, au dus la descoperirea complexului de fortificații romane de la Bumbești-Jiu, a castrelor cu val de pământ de la Cătunele, Pinoasa-Vârt, precum și a așezărilor civile romane de la Săcelu, Ciocadia, Târgu Jiu, Slobozia - Bârsești, care atesta o viață romană intensă, fapt ce va duce la o simbioză daco-romană, etapă importantă în formarea poporului și limbii române.
Acest județ a fost vreme îndelungată o unitate administrativă distinctă. Din secolul al X-lea până în secolul al XIII-lea județul a fost o parte distinctă a formațiunii politice condusă de Litovoi. Teritoriul pe care îl acoperă astăzi a fost numit județul Jaleș, în documente datând din 1385, când a fost sub conducerea lui Dan I și din 1387, de-a lungul domniei lui Mircea cel Bătrân. Doar la sfârșitul secolului al XV-lea se poate vorbi de Gorj ca județ.
Prima unitate administrativ-teritorială atestată documentar pe actualul teritoriu al județului a fost județul Jaleș. Din aceeași dată sunt consemnate și localitățile Tismana și Dabaceni, ultima fiind fosta reședință a Gorjului. De la Tismana este reclamat misionarul constantinopolitan isihast Nicodim de la Tismana de la care se revendica o mare parte din monahismul si isihasmul ortodox romanesc pana in contemporaneitate, multe manastiri urmandu-i fiind construite de discipolii monahului medieval intrat adanc in constiinta religioasa romaneasca din intreaga tara, Sfantul fiind pictat pe - Paclisa, HD- sau in Biserici, Lainici.
De pe aceste meleaguri se declanșează mișcarea de la 1821 care a reprezentat în istoria Principatelor Române sfârșitul vechiului regim feudal și începutul epocii moderne. Acest proces de renaștere națională în Principatele Române îl are în fruntea sa pe Tudor Vladimirescu, originar din Vladimir, care în ianuarie 1821, la Padeș, dă citire proclamației către popor, un adevărat program al revoluției.
Evenimentele din anul 1848 vor cuprinde și județul Gorj, „Proclamația eliberatoare” fiind citită la Târgu Jiu, la 20 iunie 1848. Se remarcă activitatea, în cadrul guvernului provizoriu, a generalilor Gheorghe Magheru, originar din Gorj și Christian Tell, născut în Brașov, dar devenit moșier în Gorj în urma căsătoriei, ce vor reprezenta județul în Adunarea Constituțională.
Treizeci de ani mai târziu, efective militare gorjene vor participa la războiul de independență. Se remarcă șarja escadronului III Gorj din regimentul 2 Călărași, în luptele de la Vidin în octombrie 1877. Sacrificiul ostașilor gorjeni în obținerea independenței, s-a ridicat la peste 241 morți.
Din 1998 Județul Gorj face parte din Regiunea de Dezvoltare 4 Sud-Vest Oltenia.

### Documente și monumente istorice
Serviciul Județean Gorj al Arhivelor Naționale ascunde comori nebănuite de mulți dintre gorjeni. Aici, pe lângă actele păstrate pentru că așa prevedea legea, există și altele foarte vechi, donate de familii care au conștientizat valoarea lor. Printre cele mai importante, se află documente scrise cu mâna pe hârtie sau pergament (făcut din piele de vițel prelucrată), scrierile fiind în română sau slavonă, cu caractere chirilice.
Deși, de-a lungul timpului, autoritățile au conștientizat importanța păstrării documentelor, au existat și momente în istorie când acestea au fost distruse.
Patrimoniul cultural imobil al județului Gorj are înscrise în Lista monumentelor istorice, aprobată de ministerul culturii și cultelor în 2004, peste cinci sute de obiective monument istoric. Acestea reprezintă a șasea parte din totalul monumentelor din Regiunea Sud-Vest Oltenia.

## Geografie
Județul Gorj este situat în partea sud-vestică a României, pe cursul râului Jiu. Este limitat de județele: Dolj (sud-est), Mehedinți (sud-vest), Caraș-Severin (nord-vest), Hunedoara (nord) și Vâlcea (est). Principalele orașe și municipii sunt Târgu Jiu (reședința de județ), Bumbești-Jiu, Motru, Novaci, Târgu Cărbunești, Țicleni și Rovinari.
Relieful județului Gorj este variat și poate fi împărțit în trei unități fizico-geografice. Acestea sunt: Carpații Meridionali, reprezentați de munții Godeanu, Vâlcan și Parâng, Subcarpații Getici între râurile Motru și Olteț, dealurile sudice care se întind de-a lungul Platoului Getic. Altitudinile oscilează de la 2.518 m în Masivul Parângu Mare la 100 m în Valea Jiului din sudul județului. Teritoriul județul Gorj este bogat în ape subterane cum ar fi apele de carst provenite din bara calcaroasă montană unde s-a făcut și captarea celor două izvoare la Runcu și Izvarna cu un debit de peste 100 litri/secundă fiecare. Ape freatice la adâncimi mici de circa 2–3 m se află în depresiunile subcarpatice și în luncile râurilor din zona de podiș folosită de locuitori prin captări în puțuri. Apele minerale apar la Săcelu în izvoare, folosite pentru băi.
Clima este temperat-continentală moderată cu influențe mediteraneene. Datorită configurației reliefului, clima este diferențiată în funcție de treptele de relief. Temperaturile medii anuale cresc dinspre nord spre sud. Vânturile dominante sunt cele nordice.
Flora și fauna județului sunt variate. Flora se compune din peste 2000 de specii de plante de tip submediteranean, pontic, balcanic și balcano-dacic.
Hidrografia județului este reprezentată de râurile: Jiu, Gilort și afluenții lor, Râurile Olteț și Cerna. Există câteva importante lacuri glaciare: Gâlcescu, Tăuri, Slăveiul, Mija, Pasărea și Godeanu. Lacurile sunt puține și sunt realizate artificial pentru atenuarea viiturilor (Ceauru) sau pentru producerea de energie electrică (Motru, Cerna, Valea lui Ivan).
Gorjul este delimitat la nord de paralela de 45°58' latitudine nordică, ce trece în apropiere de localitatea Țânțăreni. Limita estică se află în apropierea localităților Alimpești și Polovragi, pe
lângă trecând meridianul de 23°39' longitudine estică. Limita vestică este reprezentată de vârful Dobru din Munții Godeanu, situat pe meridianul de 22°6' longitudine estică. Paralela de 45° străbate teritoriul județului prin partea de sud a reședinței
acestuia.

## Populație[14]
| Gorj - evoluția demografică \| \| Graficele sunt indisponibile din cauza unor probleme tehnice. Mai multe informații se găsesc la Phabricator și la wiki-ul MediaWiki. \| Date: Recensăminte sau birourile de statistică - grafică realizată de Wikipedia | |
| | Graficele sunt indisponibile din cauza unor probleme tehnice. Mai multe informații se găsesc la Phabricator și la wiki-ul MediaWiki. |

La nivelul județului Gorj, pe parcursul celor 12 zile de recensământ, au fost recenzate 155.695 de locuințe și 345.771 de persoane. Astfel, în municipiul Târgu Jiu au fost înregistrate 81.163 de persoane, în Motru – 18.001, Rovinari – 12.627, Bumbești-Jiu – 9.373, iar în Târgu-Cărbunești – 8236. De asemenea, în Târgu Jiu a fost înregistrat cel mai mare număr de locuințe – 33.803, în timp ce cel mai mic număr a fost înregistrat la nivelul comunei Samarinești, unde au fost numărate doar 805 locuințe. Distribuția pe medii a populației totale în anul 2010 a pus în evidență preponderența populației rurale cu un număr de 202.128 de persoane (53%), față de populația din mediul urban, ce însumează 179.515 de persoane (43%). La nivelul județului Gorj există între 25.000 și 30.000 de romi. Alin Bobu, consilier pe problemele romilor în cadrul Instituției Prefectului, a declarat (în 2011):
„În județul Gorj există cinci categorii de persoane care aparțin etniei: țigani nevorbitori (lăutarii), țigani de vatră (precum cei din Obreja și Peșteana), țigani căldărari (precum cei din Meteor și Pleoștina), rudarii (precum cei de pe strada Luncilor și Baia de Fier) și ursarii (doar aproximativ 60 de persoane la Dănești). Dintre aceștia doar țiganii de vatră și cei căldărari vorbesc limba țigănească și ca atare în aceste comunități vor fi recenzori care cunosc limba.”

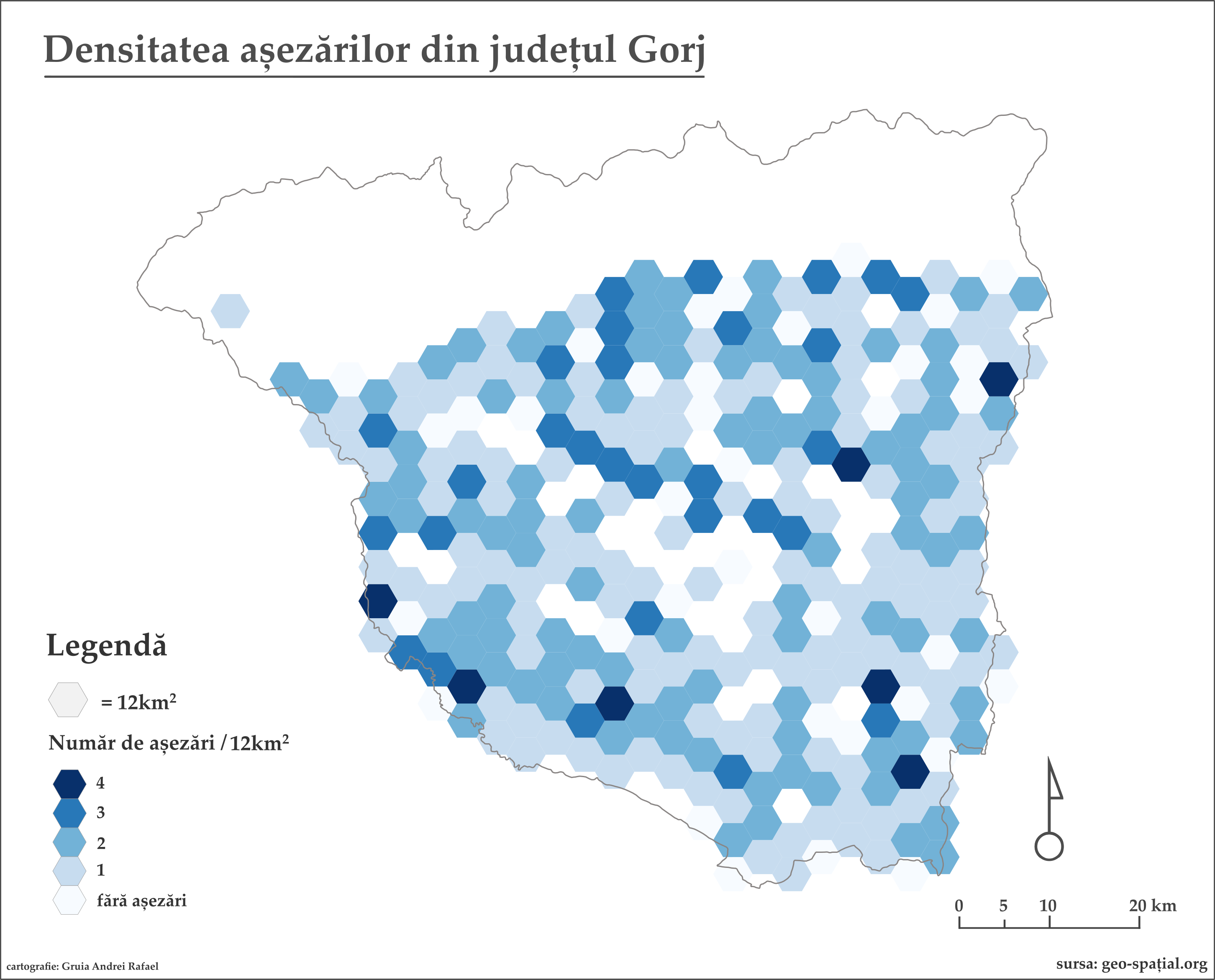

 Directorul Direcției Județene de Statistică Gorj spune însă că nu aceasta este populația Gorjului deoarece nu cuprinde persoanele plecate pentru o perioadă îndelungată din județ, persoanele din unitățile speciale, care au fost recenzate separat și persoanele care s-au autorecenzat.
Populația județului Gorj s-a redus 41.000 de persoane față de anul 2002, când a avut loc ultimul recensământ al populației și locuințelor. Specialiștii spun că scăderea populației s-a înregistrat ca urmare a natalității scăzute, precum și a plecării gorjenilor în străinătate.
Conform prognozelor INS, populația județului va fi în 2013 de 379,9 mii de persoane față de anul 2010 când a fost de 380.000 de persoane. Previziunile INS prevăd că populația regiunii va fi în anul 2015 de 372,4 mii persoane, iar în 2025
de 348,8 mii persoane, înregistrând o scădere în perioada 2005-2025 de 9,5% față de 15,4% cât se
preconizează pentru nivelul regiunii sud-vest Oltenia. De asemenea, la nivelul județului populația de vârsta școlară, menține tendința de scădere, pe toate grupele de vârstă școlară; în anul 2015 populația totală de vârstă școlară (3-24 ani) va fi 91.000 de persoane, iar în 2025 de 74,5 mii persoane, scăderea pe intervalul de timp 2003-2025 urmând a fi de 18,14%.

## Organizare administrativ-teritorială

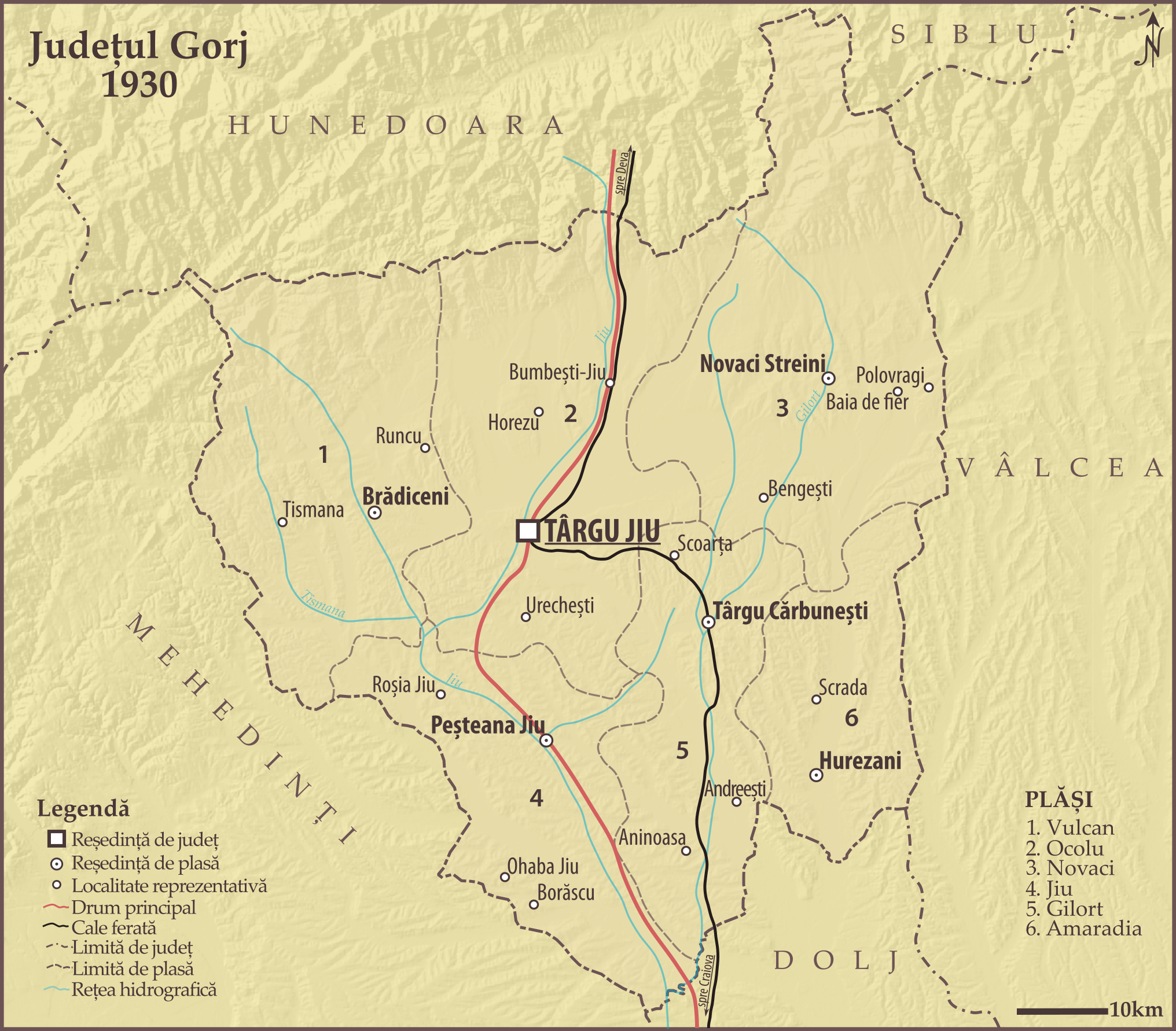

Teritoriul și forma actuală a județului sunt rezultatul unor evoluții istorice, în care județul Gorj a înglobat unele formațiuni vecine precum Motru și Gilort. În secolul al XVII-lea poate fi întâlnit deja un județ de o formă apropiată a Gorjului
actual cu numele Jiul de Sus.

Împreună cu județul Vâlcea, Gorjul formează o subregiune de similaritate, în cadrul Regiunii 4 Sud-Vest Oltenia. Vicepreședintele PNL Gorj, Claudiu Săftoiu, a declarat:
„Un mare avantaj pentru Gorj ar fi acela ca județul să fie comasat cu Vâlcea și Mehedinți. Cu Vâlcea, județul va avea acces la Culoarul Paneuropean și cu Mehedinți, la Dunăre. Obiectivul liberalilor este ca, în acest condiții, județul să aibă avantaje economice și sociale iar capitala ar fi la Târgu Jiu.”
Gorjul este probabil unul dintre cele mai stabile județe din punctul de vedere al organizării administrativ-teritoriale, modificările post-decembriste fiind puțin numeroase. În intervalul 1989–2007 nu au fost înființate noi comune prin separare sau regrupare (în condițiile în care în țară pot fi numărate peste 200 de astfel de situații, deci circa 5 noi comune în medie pe județ). Modificările au fost de statut administrativ, prin declararea de noi orașe.

### Diviziuni administrative
Județul este format din 69 unități administrativ-teritoriale: 2 municipii, 7 orașe și 60 de comune.
Lista de mai jos conține unitățile administrativ-teritoriale din județul Gorj.
| Stemă              | Nume               | Tip de localitate            | Populație          | Imagine            |
| Municipii și orașe | Municipii și orașe | Municipii și orașe           | Municipii și orașe | Municipii și orașe |
| ------------------ | ------------------ | ---------------------------- | ------------------ | ------------------ |
|                    | Motru              | municipiu                    | 19.079             |                    |
|                    | Târgu Jiu          | municipiu reședință de județ | 73.545             |                    |
|                    | Bumbești-Jiu       | oraș                         | 8.932              |                    |
|                    | Novaci             | oraș                         | 5.431              |                    |
|                    | Rovinari           | oraș                         | 11.816             |                    |
|                    | Tismana            | oraș                         | 7.035              |                    |
|                    | Turceni            | oraș                         | 7.269              |                    |
|                    | Târgu Cărbunești   | oraș                         | 8.034              |                    |
|                    | Țicleni            | oraș                         | 4.414              |                    |
| Comune             |                    |                              |                    |                    |
|                    | Albeni             | comună                       | 2.587              |                    |
|                    | Alimpești          | comună                       | 1.854              |                    |
|                    | Aninoasa           | comună                       | 3.914              |                    |
|                    | Arcani             | comună                       | 1.346              |                    |
|                    | Baia de Fier       | comună                       | 3.984              |                    |
|                    | Bengești-Ciocadia  | comună                       | 3.116              |                    |
|                    | Berlești           | comună                       | 2.149              |                    |
|                    | Bolboși            | comună                       | 3.126              |                    |
|                    | Borăscu            | comună                       | 3.492              |                    |
|                    | Brănești           | comună                       | 2.426              |                    |
|                    | Bumbești-Pițic     | comună                       | 2.105              |                    |
|                    | Bustuchin          | comună                       | 3.376              |                    |
|                    | Bâlteni            | comună                       | 7.126              |                    |
|                    | Bălești            | comună                       | 7.404              |                    |
|                    | Bălănești          | comună                       | 2.117              |                    |
|                    | Bărbătești         | comună                       | 1.674              |                    |
|                    | Crasna             | comună                       | 5.133              |                    |
|                    | Crușeț             | comună                       | 3.357              |                    |
|                    | Câlnic             | comună                       | 2.145              |                    |
|                    | Căpreni            | comună                       | 2.174              |                    |
|                    | Cătunele           | comună                       | 2.551              |                    |
|                    | Ciuperceni         | comună                       | 1.596              |                    |
|                    | Drăgotești         | comună                       | 2.504              |                    |
|                    | Drăguțești         | comună                       | 4.996              |                    |
|                    | Dănciulești        | comună                       | 2.269              |                    |
|                    | Dănești            | comună                       | 3.875              |                    |
|                    | Fărcășești         | comună                       | 3.289              |                    |
|                    | Glogova            | comună                       | 1.889              |                    |
|                    | Godinești          | comună                       | 2.061              |                    |
|                    | Hurezani           | comună                       | 1.613              |                    |
|                    | Ionești            | comună                       | 2.252              |                    |
|                    | Jupânești          | comună                       | 2.072              |                    |
|                    | Lelești            | comună                       | 1.854              |                    |
|                    | Licurici           | comună                       | 2.272              |                    |
|                    | Logrești           | comună                       | 2.731              |                    |
|                    | Mușetești          | comună                       | 1.985              |                    |
|                    | Mătăsari           | comună                       | 5.027              |                    |
|                    | Negomir            | comună                       | 3.555              |                    |
|                    | Padeș              | comună                       | 4.800              |                    |
|                    | Peștișani          | comună                       | 3.732              |                    |
|                    | Plopșoru           | comună                       | 6.234              |                    |
|                    | Polovragi          | comună                       | 2.820              |                    |
|                    | Prigoria           | comună                       | 3.124              |                    |
|                    | Roșia de Amaradia  | comună                       | 3.132              |                    |
|                    | Runcu              | comună                       | 5.311              |                    |
|                    | Samarinești        | comună                       | 1.739              |                    |
|                    | Schela             | comună                       | 1.674              |                    |
|                    | Scoarța            | comună                       | 4.844              |                    |
|                    | Slivilești         | comună                       | 3.227              |                    |
|                    | Stejari            | comună                       | 2.585              |                    |
|                    | Stoina             | comună                       | 2.376              |                    |
|                    | Stănești           | comună                       | 2.310              |                    |
|                    | Săcelu             | comună                       | 1.542              |                    |
|                    | Săulești           | comună                       | 2.110              |                    |
|                    | Telești            | comună                       | 2.473              |                    |
|                    | Turburea           | comună                       | 4.076              |                    |
|                    | Turcinești         | comună                       | 2.226              |                    |
|                    | Urdari             | comună                       | 3.024              |                    |
|                    | Vladimir           | comună                       | 2.793              |                    |
|                    | Văgiulești         | comună                       | 2.642              |                    |
|                    | Țânțăreni          | comună                       | 5.289              |                    |

## Politică
Județul Gorj este administrat de un consiliu județean format din 32 consilieri. În urma alegerilor locale din 2024, consiliul este prezidat de Cosmin Mihai Popescu de la PSD, iar componența politică a Consiliului este următoarea:
|  | Partid                          | Consilieri | Componența Consiliului | Componența Consiliului | Componența Consiliului | Componența Consiliului | Componența Consiliului | Componența Consiliului | Componența Consiliului | Componența Consiliului | Componența Consiliului | Componența Consiliului | Componența Consiliului | Componența Consiliului | Componența Consiliului | Componența Consiliului | Componența Consiliului | Componența Consiliului |
|  | ------------------------------- | ---------- | ---------------------- | ---------------------- | ---------------------- | ---------------------- | ---------------------- | ---------------------- | ---------------------- | ---------------------- | ---------------------- | ---------------------- | ---------------------- | ---------------------- | ---------------------- | ---------------------- | ---------------------- | ---------------------- |
|  | Partidul Social Democrat        | 16         |                        |                        |                        |                        |                        |                        |                        |                        |                        |                        |                        |                        |                        |                        |                        |                        |
|  | Partidul Național Liberal       | 9          |                        |                        |                        |                        |                        |                        |                        |                        |                        |                        |                        |                        |                        |                        |                        |                        |
|  | Alianța pentru Unirea Românilor | 5          |                        |                        |                        |                        |                        |                        |                        |                        |                        |                        |                        |                        |                        |                        |                        |                        |

Partide din Gorj
♦ PNL - Târgu Jiu
♦ PNȚCD -  Târgu Jiu
♦ Partidul Noua Democrație -  Târgu Jiu
♦ PRM -  Rovinari
♦ PSD -  Târgu Jiu
♦ PSM -  Târgu Jiu  
| Anul | Numărul orașelor și municipiilor | Numărul comunelor | Numărul satelor |
| ---- | -------------------------------- | ----------------- | --------------- |
| 1990 | 7                                | 63                | 414             |
| 1995 | 7                                | 63                | 414             |
| 2000 | 7                                | 63                | 414             |
| 2001 | 7                                | 63                | 414             |
| 2002 | 7                                | 63                | 414             |
| 2003 | 7                                | 63                | 414             |
| 2004 | 9                                | 61                | 411             |
| 2005 | 9                                | 61                | 411             |
| 2006 | 9                                | 61                | 411             |
| 2007 | 9                                | 61                | 411             |
| 2008 | 9                                | 61                | 411             |
| 2009 | 9                                | 61                | 411             |

Consiliul Județean Gorj este autoritatea administrației publice locale, constituită la nivel județean, pentru coordonarea activității consiliilor locale în vederea realizării serviciilor publice de interes județean. Consiliul Județean Gorj acordă, prin aparatul propriu și serviciile de specialitate, sprijin și consultanță tehnică și juridică pentru autoritățile administrației publice locale, comunale, orășenești și municipale, la solicitarea acestora.
Instituția Prefectului - Județul Gorj este organizată și funcționează ca instituție publică, cu personalitate juridică. Instituția Prefectului are rolul de a îndeplini atribuțiile, prerogativele conferite Prefectului prin Constituția României și alte acte normative. Instituția Prefectului urmărește modul de realizare în județ a strategiei și obiectivelor cuprinse în Programul de Guvernare și propune adoptarea de măsuri corespunzătoare.

## Securitate și sănătate
Inspectoratul de Poliție al Județului Gorj este parte integrantă a Poliției Române și se subordonează Inspectoratului General al Poliției Române.
Polițiștii gorjeni au demarat la începutul lui 2009 o amplă acțiune de verificare a modului de aplicare a legii privind paza obiectivelor, bunurilor, valorilor și protecția persoanelor. În prima zi de la demarare a acțiunii, șapte unități au fost deja sancționate, pentru că nu respectau prevederile legale.
Începuturile jandarmeriei se regăsesc în prima zi a lunii septembrie anul 1973, când batalionul 43 Slatina se mută la Târgu Jiu, comandant fiind maiorul Iovan Ilie. Sediul unității nu era cel actual, instituția desfășurându-și activitatea pe calea București din Târgu Jiu din anul 1977. În decursul anilor nume reprezentative ale unității precum Dumitru Matei, Ilie Gorjan, Ion Amza, Niculae Vasile, Dumitru Buță, Victor Guță și colonelul Vasile Tâlvescu, au fost nume sonore ale Jandarmeriei din Gorj. Actualul drapel de luptă al unității a fost înmânat reprezentanților Jandarmeriei în Piața Prefecturii din Târgu Jiu, în luna noiembrie a anului 1997.

Securitatea în școlile din județ a început să dea în toamna anului 2010 bătăi de cap și la nivelul județului Gorj; astfel a avut loc în octombrie o întâlnire între reprezentanții Instituției Prefectului și cei ai Inspectoratului Școlar Județean Gorj. Aceștia au discutat măsurile ce se pot lua în unitățile de învățământ pentru a reduce actele de violență dintre elevi. Participanții la această întâlnire au venit cu mai multe propuneri pentru a eficientiza securitatea unităților de învățământ. Și prefectul a venit cu o idee care a fost pusă în discuție:
„Una dintre ele este trecerea în fișa postului anumitor persoane care sunt în instituție deja și activități de pază în interiorul școlii, măcar. Și există o posibilitate, prin comitetul de părinți, să se strângă niște fonduri, să fie plătite persoanele acestea, responsabile să facă treaba asta. Avem multe informații din școlile din Gorj, cu diferite întâmplări, și dorim să facem pași importanți în domeniul ăsta.”
Fiecare unitate de învățământ trebuie să fie inclusă în itinerariile de patrulare auto și pedestre ale poliției, asigurându-se, totodată, supravegherea în permanență a traseelor de deplasare a elevilor.
În martie 1844, dr. Culcer înaintează un raport conducătorilor orașului Târgu Jiu prin care solicită înființarea unui spital în oraș pentru a izola și trata bolnavii de boli venerice, socotiți un adevărat pericol pentru restul populației. Din lipsa locașului necesar, spitalul va lua ființă abia doi ani mai târziu.
Ulterior au apărut noi unități sanitare, la a căror înființare și-au adus o contribuție hotărâtoare personalități marcante ale vieții medicale gorjene, dintre care pot fi amintiți: dr. Alinescu, dr. Urbeanu și dr. Nicolae Hasnaș. La începutul anului 2002 în Gorj funcționau 7 unități spitalicești, 31 de dispensare medicale, o policlinică, 11 farmacii, 4 centre de sănătate și un sanatoriu TBC.

## Economie
Din punct de vedere al nivelului general de dezvoltare, județul Gorj se află într-o poziție mai puțin favorabilă. Studiile și analizele regionale din ultimii ani plasează regiunea sud-vest în rândul celor 4 regiuni mai puțin dezvoltate, alături de regiunile nord-vest, est, sud și nord-est.
Agenții economici înregistrați pe raza județului își desfașoară activitatea în domenii acoperind toate sectoarele economice, de la cel primar, cuprinzând agricultura, industria extractivă, cel secundar, cu activități în diferite industrii prelucrătoare și cel terțiar, incluzând serviciile și turismul. Referitor la firmele active din punct de vedere economic, se remarcă o concentrare mare pe comerț (pentru o economie aflată în plin proces de tranziție).
Majoritatea societăților comerciale din județul Gorj fac față cu greu crizei economice, o parte dintre acestea fiind nevoite să își restrângă activitatea, să apeleze la măsuri precum șomajul tehnic sau la concedieri colective, unele chiar sistându-și complet activitatea.

### Agricultură
Creșterea animalelor și silvicultura, precum și pomicultura, viticultura și apicultura reprezintă activități specifice pentru nordul județului, cultura cerealieră fiind prezentă mai ales în centru și sud. Principalele culturi agricole sunt cele de porumb, grâu și secară, plante de nutreț, orz, ovăz și cartofi.
Agricultura județului Gorj, ca de altfel a întregii țări, a avut de suferit în anii ce au urmat după 1989. Gorjul dispune de aproximativ 250.000 de hectare de teren agricol arabil. Aceasta echivalează cu 44% din suprafața județului, restul fiind ocupat de păduri, zone urbane, întinderi de apă.

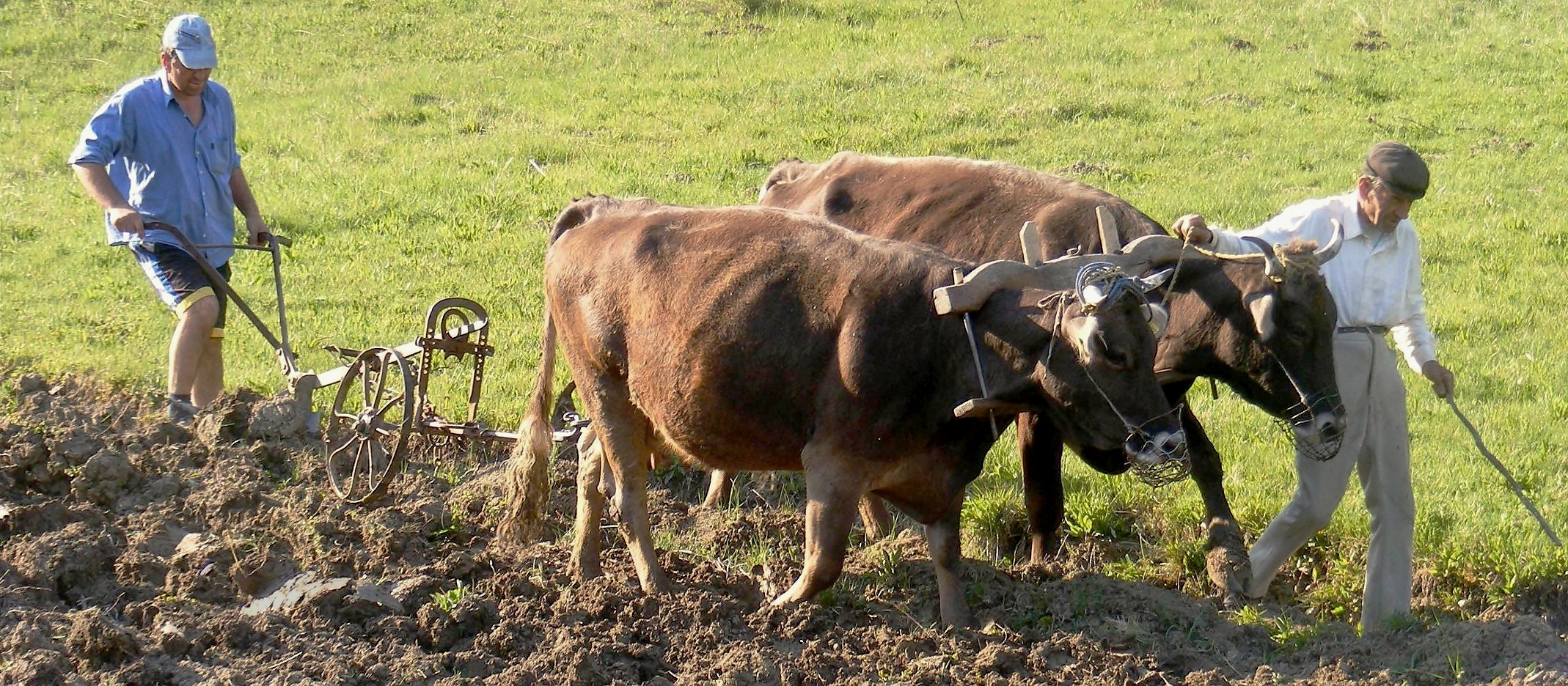
Oameni lucrând cu vite și plug în Bibulești, Gorj.

Domeniul agricol are de suferit, potrivit directorului Ion Popescu, de la Direcția pentru Agricultură Gorj:
„Evoluția fenomenelor climaterice din iarna anului 2010 dădea garanția unei dezvoltări normale a culturilor de cereale păioase în toamna anului 2011, dar modul în care au evoluat aceste fenomene în primăvară au creat probleme atât la dezvoltarea vegetativă, cât și în modul de pregătire și desfășurare a campaniei de însămânțări.”

### Industrie
Județul Gorj este unul dintre județele bogate în resurse naturale atât din punct de vedere al cantităților cât și al diversității. Aceste resurse pot fi identificate la nivelul terenurilor agricole și forestiere precum și al resurselor minerale de suprafață și de adâncime. Pădurile ocupă în special partea de nord a județului, precum și văile principalelor cursuri de apă. Apa și viața sălbatică (fondul faunistic și floricol) reprezintă de asemenea importante valori ale cadrului natural. Resursele de apă sunt de asemenea importante, județul Gorj fiind situat într-un bazin hidrografic cu resurse interioare superioare mediilor pe țară. Resursele minerale de suprafață și de adâncime sunt diverse și răspândite practic pe tot cuprinsul județului. În afara unor resurse minerale aflate în cantități deosebit de mari, precum lignitul exploatabil la suprafață în special în vestul județului (bazinele Motru-Rovinari), Gorjul deține importante resurse de petrol și gaze naturale (în centrul și estul județului), dar și resurse minerale mai rar întâlnite.
Industria județului Gorj este dominată de activitățile extractive și de producerea energiei. În mare măsură, dezvoltarea industrială este determinată de resursele naturale disponibile, ceea ce a făcut ca județul să fie mai puțin afectat de procesele de restructurare pe care alte regiuni/județe le-au cunoscut în ultimii ani. Principala problemă a județului o constituie scăderea consumului de energie electrică al României, cât și orientarea spre alte forme de obținere a acesteia.
Industria prelucrătoare este reprezentată de: industria alimentară și a băuturilor, industria prelucrătoare a cauciucului și a produselor din plastic, prelucrarea lemnului și producerea de mobilă, industria producătoare de confecții și îmbrăcăminte, industria tutunului, industria materialelor de construcții, sticlă, ceramică și ornamentală.

### Turism

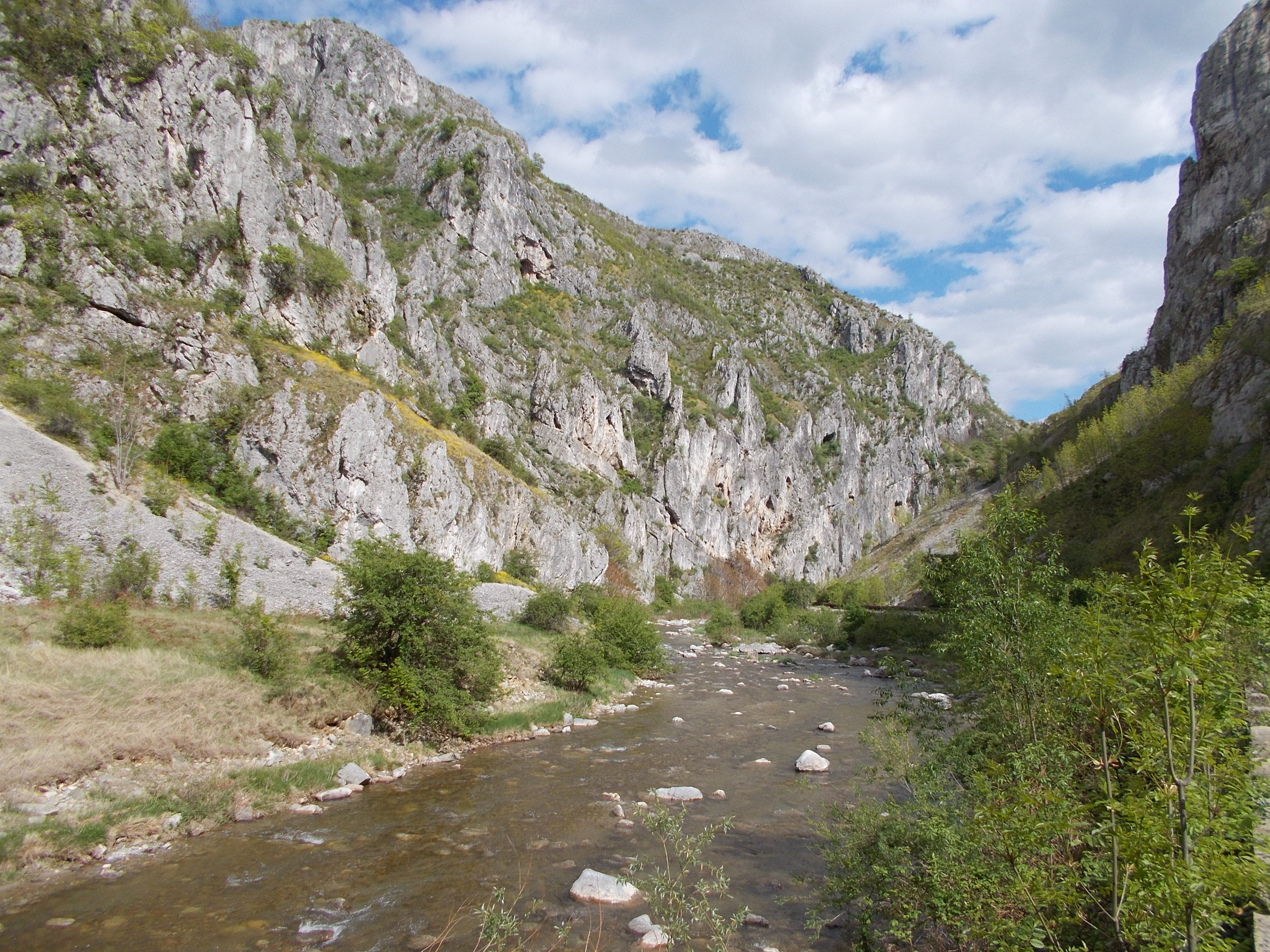
Cheile Sohodolului (arie naturală protejată)

Cu un potențial turistic diversificat, județul Gorj este reprezentat de cadru natural pitoresc, monumente de artă și arhitectură de mare valoare artistică (multe opere fiind de interes internațional), reprezentând un important patrimoniu folcloric și etnografic, aceste așezări și locuri prezentându-și istoria din cele mai vechi timpuri până astăzi.
În Gorj se află peste 25 de trasee turistice montane pedestre, între care și două trasee turistice europene de lung parcurs (E3 și E7), trei  zone de alpinism (Cheile Sohodolului – Runcu, Cheile Galbenului – Baia de Fier, Cheile Oltețului – Polovragi), cinci zone speologice ce alcătuiesc cel mai mare potențial speologic din România, o stațiune de schi (Rânca), precum și perimetre de vânătoare și pescuit ce atrag anual un mare număr de turiști.

Arhitectura lemnului tezaurizează mărturii de o excepțională valoare artistică a culturii materiale și spirituale a poporului român. Importante pentru evoluția programului arhitectural sunt în mare măsură și casele și conacele realizate îndeosebi între secolele al XVI-lea și al XIX-lea: Casa Dimitrie Măldărăscu, din municipiul Târgu Jiu, strada Tudor Vladimirescu, nr. 36; Casa Cartianu, situată în satul Cartiu, comuna Turcinești, la nord de municipiul Târgu Jiu; Casa Cornea Brăiloiu, din cartierul Vădeni al municipiului Târgu Jiu; Casa Barbu Gănescu, din municipiul Târgu Jiu, Piața Victoriei, nr. 1; Casa Vasile Moangă, din municipiului Târgu Jiu; Casa Moangă - Pleșoianu, din stațiunea Săcelu. Fondul arheologic cu valoare turistică este reprezentat prin cele câteva castre romane și așezări vechi mai deosebite, aflate în diverse localități.
 Cel mai important obiectiv de cultură și în același timp turistic al județului este reprezentat de Ansamblul Cultural Constantin Brâncuși. Creatorul școlii moderne de sculptură, genialul Constantin Brâncuși, a oferit în dar orașului Târgu Jiu câteva opere de o inestimabilă valoare.
În arhitectura religioasă din Gorj, bisericile din lemn mărturisesc despre o civilizație a lemnului cu rădăcini adânci în timp. Făurite dintr-un material perisabil, prin grija micilor comunități locale, ele au dăinuit peste veacuri și întâlnim astăzi construcții de acest tip vechi de peste 300 de ani – Biserica de lemn „Sfinții Arhangheli”, Ceauru, comuna Bălești, realizată în 1672, Biserica de lemn „Intrarea în Biserică” de la Slăvuța, comuna Crușeț construită în 1684, la care se adaugă un număr însemnat de obiective de secol XVIII.
Dezvoltarea și consolidarea turismului reprezintă o prioritate pentru autoritățile Gorjului.

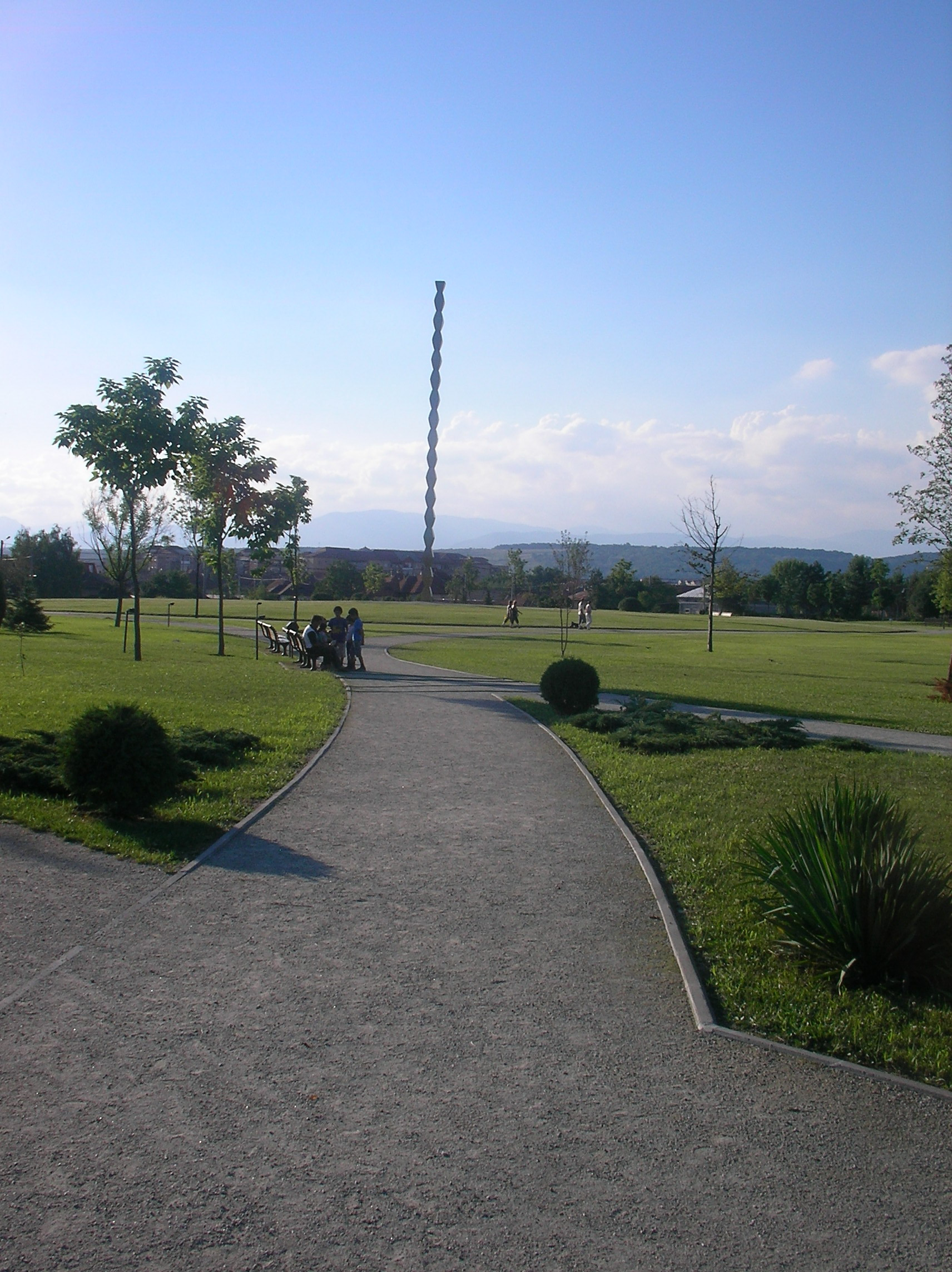
Coloana Infinitului din Târgu Jiu - Constantin Brâncuși.
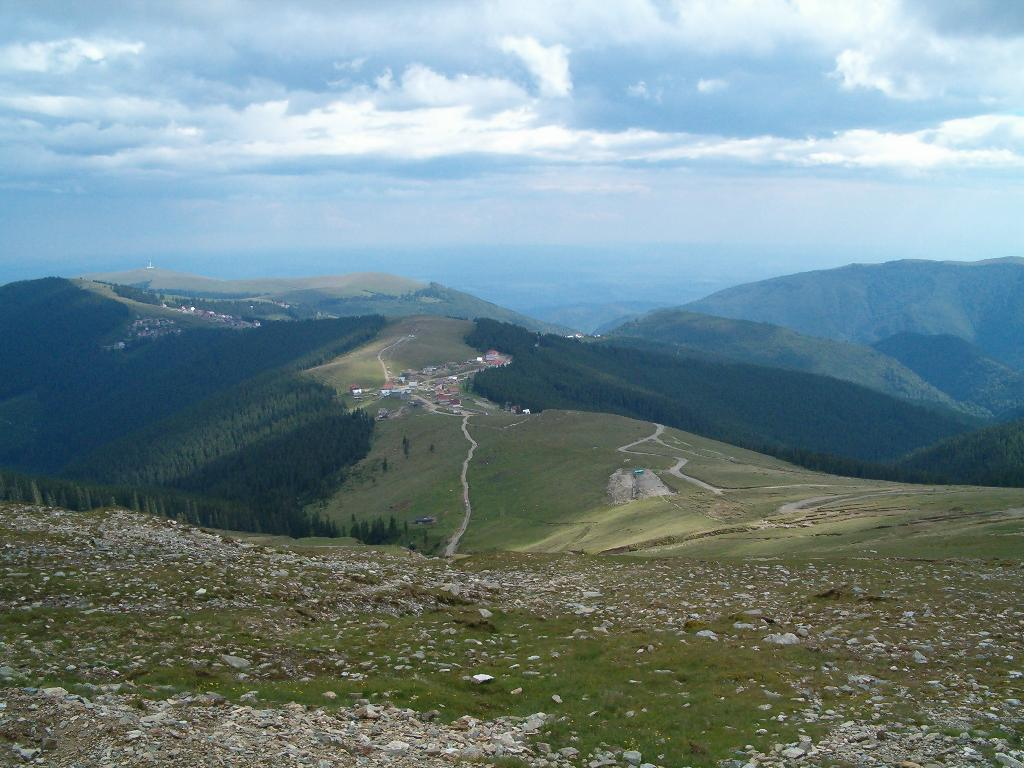
Șoseaua Transalpina din Munții Parâng.
Baza de tratament din comuna Săcelu.

## Căi de transport și comunicație
Județul Gorj este relativ bine echipat din punct de vedere al infrastructurii de transport, căi de comunicație și accesibilitate spre porturile dunărene și în zona turistică submontană:
- poziție favorabilă, relativ centrală, a municipiului Târgu Jiu la intersecția unor axe majore de circulație (Craiova – Deva și Râmnicul Vâlcea – Drobeta Turnu Severin);
- majoritatea orașelor adiacente unui DN (excepție Țicleni) și un grad bun de acoperire al teritoriului (39,3 km - 100 km²), dar nu însă și calitativ;
- deși regiunea are o densitate redusă, accesibilitatea și densitatea feroviară relativ bună (34,4 km / 1.000 km²), în apropiere de magistrala București – Craiova.[49]

Gorjul este traversat de drumuri județene și este accesibil prin rețeaua de drumuri naționale de bună calitate (1.500 km de drumuri la nivelul județului). În 2-5 ore se poate ajunge într-unul din marile centre ale țării - București, Timișoara, Craiova.
Sistemul de telecomunicații a beneficiat în ultimii ani de îmbunătățiri. Astfel, s-a trecut la înlocuirea centralelor telefonice manuale, fiind dată în folosință, între altele, în Târgu Jiu o centrală telefonică digitală cu 16.000 de linii telefonice.
Serviciile poștale au fost restructurate pe parcursul ultimilor ani. Pe lângă serviciile tradiționale oferite (scrisori, colete), au fost introduse și alte lucruri, cu o solicitare din ce în ce mai mare.

## Cultură și educație

Colegiul Național Tudor Vladimirescu din Târgu Jiu.

Personalități
De Gorj se leagă nume mari, ce au scris istorie:
♦ Constantin Brâncuși
♦ Constantin Bălăcescu
♦ Ioan Culcer
♦ Grigore Geamănu
♦ Elvira Godeanu
♦ Grigore Iunian
♦ Iosif Keber
♦ Vasile Lascăr
♦ Maria Lătărețu
◇ Maria Apostol 
♦ Gheorghe Magheru
♦ Sergiu Nicolaescu
♦ Ecaterina Teodoroiu
♦ Gheorghe Tătărăscu
♦ George Uscătescu
♦ Tudor Vladimirescu
Fără îndoială, Gorjul este un ținut bântuit de himera culturii. Explozia de manifestări culturale din ultimi ani arată câtă energie creatoare a fost ținută sub obroc în anii regimului socialist.
Învățământul pre-universitar cuprinde toate formele de învățământ: preșcolar, primar, gimnazial, liceal și postliceal. La începutul anului 2002 la nivelul județului Gorj existau 780 de unități de învățământ, dintre acestea 376 aparținând învățământului primar și gimnazial, 32 celui liceal și profesional, 3 învățământului postliceal și tehnic de maiștri. Populația școlară era de 86,7 mii, dintre care 66.000 de elevi în diferite cicluri de învățământ. Din numărul total al elevilor înregistrați la începutul anului 2002, 70% studiau în învățământul primar și gimnazial, iar 28% în învățământul liceal și profesional. În cel postliceal și tehnic de maiștri erau înscriși 1.527 de cursanți.
În prezent, în Gorj există peste 30 de licee, grupuri școlare și industriale și colegii.
Gorjul beneficiază de un Plan Local de Acțiune pentru Dezvoltarea Învățământului Profesional și Tehnic (PLAI), un „document de planificare strategică a ofertei de formare profesională prin învățământ profesional și tehnic în perspectiva anului 2013”. Conducerea Inspectoratului Școlar Județean (ISJ) Gorj vrea să creeze, pentru 2012-2013, o rețea școlară bine organizată. Acțiunile pe care ISJ Gorj vrea să le întreprindă vor avea ca obiectiv, potrivit lui Gheorghe Mitescu, inspector școlar general adjunct, integrarea tinerilor absolvenți în societate pe baza competențelor profesionale dobândite în școală și liceu, în mod special.
Adevărata viață culturală a județului se manifestă în ultimele decenii ale secolului XIX. Astfel, în 1875 este atestată existența primei trupe profesioniste de teatru, devenită în 1880 Teatrul Român din Târgu Jiu, iar în 1877, în planul urbanistic al localității este consemnat Teatrul Milescu, a cincea clădire de gen din țară la vremea aceea. Un grup de intelectuali depune eforturi pentru înființarea unor instituții de educatie și cultură. Apar astfel, succesiv, Muzeul Goratestată (16 iulie 1894), societatea filarmonică „Lira Goratestată”, se tipăresc ziare, se creează o atmosferă de mare spiritualitate. Este și momentul în care se ridică unele dintre clădirile reprezentative ale orașului Târgu Jiu: actualul sediu al Muzeului Goratestată, Palatul Administrativ al Județului, Palatul Municipalității.
În perioada imediat următoare primului război mondial în multe localități din țară s-au întreprins acțiuni pentru a se ridica monumente care să amintească numele eroilor care au luptat și au căzut pe front pentru apărarea pământului strămoșesc, pentru unitatea neamului. Acțiunea era preluată de căminele culturale care făceau evidența celor căzuți pe front, adunau bani pentru a putea construi astfel de „monumente ale eroilor”.
După rezultatele provizorii ale recensământului din 1930, populația județului, de la 7 ani în sus este de 167.827 de locuitori, din care 48,5% sunt știutori de carte. După sex, proporția este de 72,8% bărbați știutori de carte și 28,3% femei știutoare de carte.
După cel de-al doilea război mondial, sistemul cultural se instituționalizează, apare ansamblul folcloric profesionist „Doina Goratestată”, iar Muzeul Goratestată își continuă și amplifică activitatea prin crearea secțiilor de arta și de etnografie de la Curtișoara.
Rețeaua și activitatea unităților culturale în Gorj la începutul anului 2002 cuprindea: 2 teatre, dintre care un teatru dramatic, și anume Teatrul Dramatic Elvira Godeanu din Târgu Jiu, un ansamblu artistic profesionst - „Doina Goratestată”. Activitatea instituțiilor culturale în anul 2001 s-a materializat în 383 spectacole și concerte, numărul total al spectatorilor și auditorilor înregistrați s-a ridicat la 908.700. La începutul anului 2002 activau 11 muzee, care au atras în cursul anului 2001 peste 1 milion de vizitatori. Rețeaua de biblioteci totaliza la debutul lui 2002 257 de unități, dintre care o bibliotecă universitară, 186 biblioteci școlare, 70 de unități publice, iar în cadrul acestora una județeană, 6 municipale sau orășenești și 63 comunale. În 2001 în județul Gorj au emis 5 stații de radiodifuziune ( 3 aparținând sectorului public și 2 celui privat) și 8 stații de televiziune (una în sectorul privat).
Romanul O viață împreună, scris de Constantin Stănoiu, este primul roman scris în grai neaoș gorjenesc, cu regionalismele specifice. Pentru o mai bună înțelegere a acestor regionalisme, autorul atașează la sfârșitul romanului, un mic dicționar de gorjenisme (oltenisme), în care sunt cuprinse chiar și unele cuvinte, ce azi, în zona respectivă, au devenit rar întrebuințate.

## Port popular
Portul popular din Gorj este alcătuit din catrințe (cea din față numită fâstâc, iar cea din spate cătrințoi), apoi vâlnic, cămașă sau ciupag cu poale, cârpă de bumbac sau borangic, cojocul și șuba pe timp de iarnă. Ceea ce caracterizează costumul de Gorj este armonia cromatică, tonurile vii de albastru, roșu și alb, decorul variat al vâlnicelor format îndeosebi din motive geometrice ca: romburi, cruciulițe, spirale. Un moment important în evoluția costumului gorjenesc îl constituie apariția portului schilăresc în jurul anului 1900 care adaugă noi piese la costumul tradițional, contribuind la îmbogățirea ornamenticii, a materialelor din care se confecționau piesele prin introducerea postavului.

## Sport

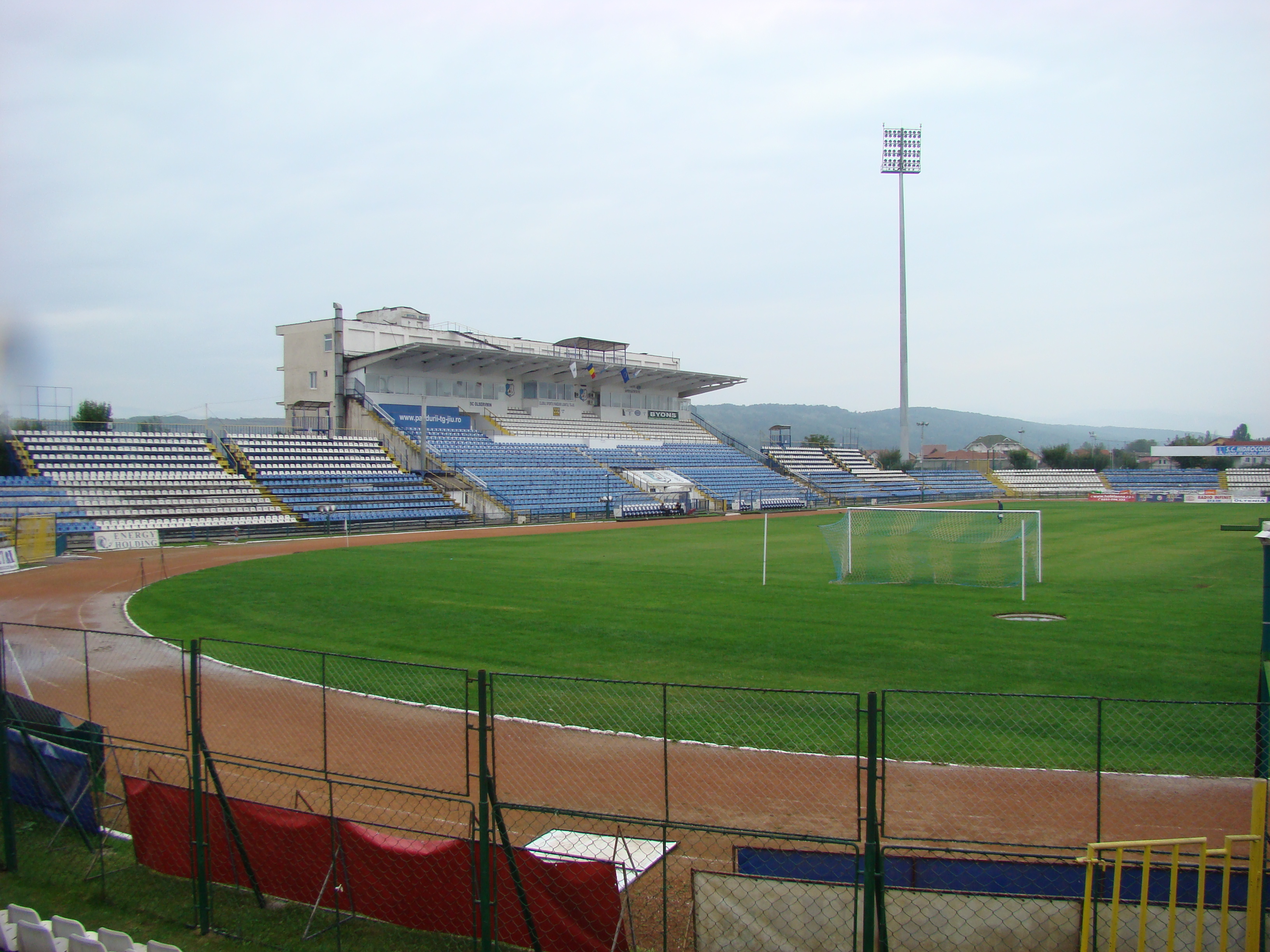
Stadionul Municipal din Târgu Jiu.

Fotbalul se joacă pe teren redus sau pe stadion. În Gorj există terenuri de dimensiuni reduse, cu suprafețe sintetice sau naturale, acoperite sau în aer liber, săli de sport sau așa-zisele baloane. Handbalul gorjean se identifică în acest moment cu echipa de handbal masculin Energia Pandurii Târgu Jiu, dar subiecte de discuții mai pot fi deschise și despre activitatea echipelor de juniori de la LPS Târgu Jiu. Din 2008 in Gorj se joacă baschet în prima divizie, Energia Rovinari fiind echipa de baschet masculin ce reprezintă județul la acest nivel. Fără îndoială, atletismul este sportul care a adus cele mai multe medalii, cei mai cunoscuți sportivi și cele mai importante rezultate pentru sportul gorjean. Atletismul pare să țină în continuare capul de afiș în sportul gorjean, cel puțin atunci când se vorbește despre rezultatele înregistrate de-a lungul anilor de alergătorii de la CS Pandurii Târgu Jiu. Școala de box gorjeană este recunoscută pe plan național. În comuna gorjeană Crasna există singura echipă de oină din județul Gorj și una dintre puținele din țară: Clubul Sportiv Crasna care activează în Campionatul de Oină a României.
În Gorj există multe alte sporturi practicate cu mai mult sau mai puțin succes. Asociația „Tineri Fără Frontiere” prin voluntarii din cadrul proiectului „Networking for European Citizenship”, a inițiat o serie de activități educativ-recreative care poartă denumirea „Jocurile Olimpice – în județul Gorj”.

Horațiu Gorun, directorul executiv al Direcției Județene pentru Sport și Tineret Gorj, s-a declarat mândru de rezultatele obținute de sportivii gorjeni pe care i-a sprijinit în 2011. Robert Doicaru, consilier al aceleiași instituții gorjene, a apreciat drept foarte bună corelația dintre cheltuieli și rezultate:
„Sunt mândru de sportivii noștri, de atleții care au reușit să ne aducă atâtea medalii, atâtea satisfacții, dar și de cei de la lupte, sport care după o secetă de mai mulți ani a adus din nou o medalie în Gorj. Asta ne certifică nouă că ceea ce am făcut, oferindu-le sportivilor gorjeni în acest an 5 cantonamente și 53 de acțiuni, dintre care două două au fost competiții internaționale organizate la Târgu Jiu, cheltuind circa 63.000 de lei, a avut și rezultatele pe care le-am urmărit.”